# رود دشکا
رود دشکا (به انگلیسی: Deshka River) رودی است که در ایالات متحده آمریکا جریان دارد.